# فالنتينا تولكونوفا
فالنتينا تولكونوفا (بالروسية: Валенти́на Васи́льевна Толкуно́ва ، 12 12 يوليو 1946 - 22 مارس 2010) كانت مغنية سوفيتية وروسية، وحصلت على لقب الفنان المكرم في روسيا الاتحادية الاشتراكية السوفيتية (1979) وفنان الشعب في روسيا الاتحادية الاشتراكية السوفيتية (1987). أظهر أداؤها مزاجًا طيب القلب وصدقًا، وكان صوتها واضحًا.

## السيرة الشخصية

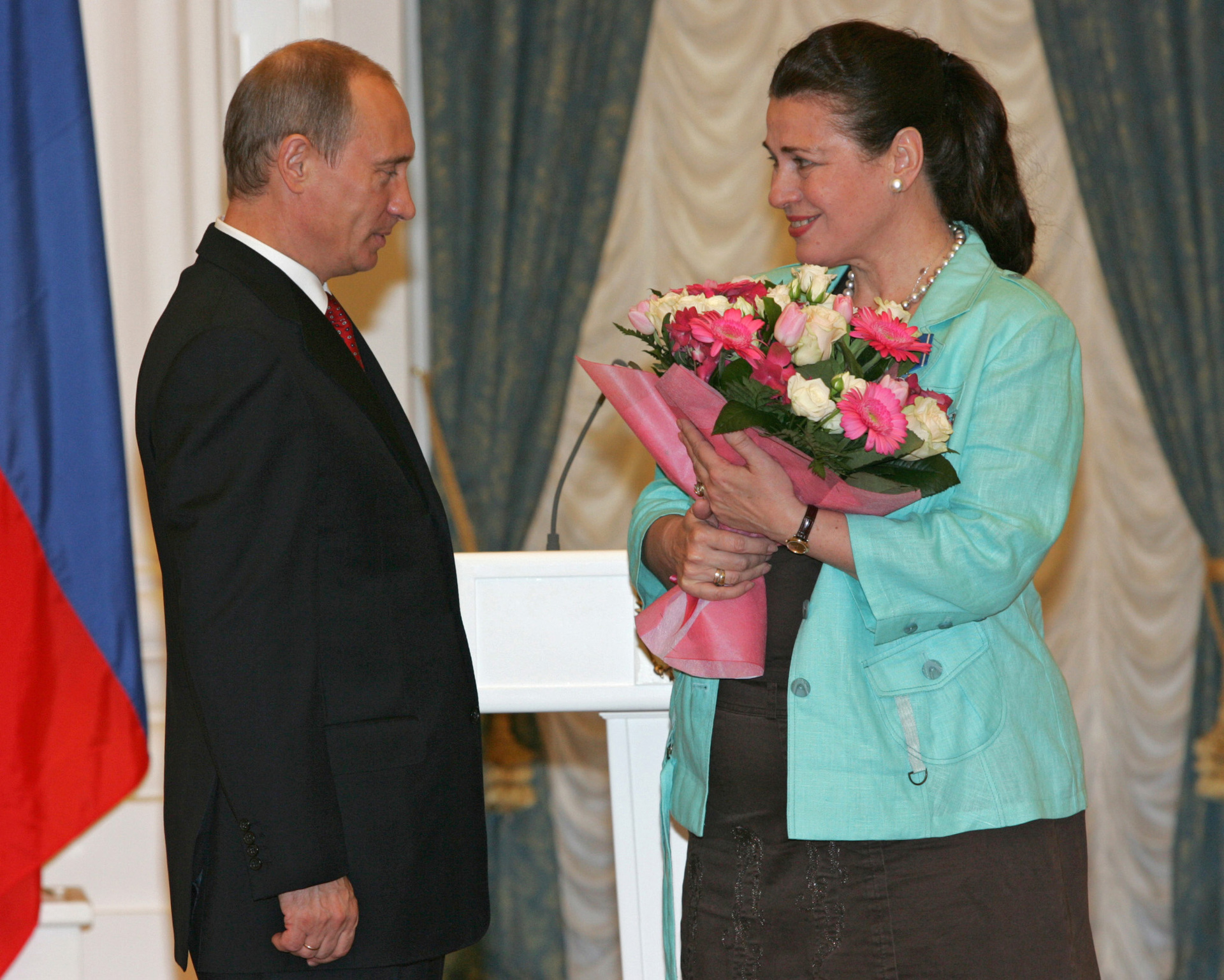
فالنتينا تولكونوفا

في سن 18 التحقت فالنتينا تولكونوفا بجامعة موسكو الحكومية للفنون والثقافة. في عام 1966 أصبحت عضوًا في فرقة الجاز يوري سولوسكي 66 كهازفة منفردة ومغنية جاز. في عام 1971 تخرجت من كلية جيسين الحكومية الموسيقية وسجلت أغانٍ للمسلسل التلفزيوني يومًا بعد يوم. كان عام 1972 هو عام انطلاقة تولكونوفا بسبب الأداء الملحوظ للأغاني، وكان بمثابة بداية لمهنة ناجحة في الإذاعة والتلفزيون. في عام 1973 بدأت تعاونًا نشطًا مع جمعية موسكو للحفلات الموسيقية الموسيقية (موسكونزرت)، وفي عام 1989 أسست مسرحها الخاص وأصبحت مديرة له. على مدار 30 عامًا من مهنة التسجيل أصدرت فالنتينا تولكونوفا ما لا يقل عن ثلاثة عشر ألبومًا. كما فازت بالعديد من الجوائز في الجمهوريات السوفيتية وفازت 23 مرة في مسابقة «أغنية العام» على التلفزيون.
في 16 فبراير 2010 أصيبت تولكونوفا بالمرض أثناء حفل موسيقي في موغيليف، بيلاروسيا، وذهبت إلى مستشفى محلي حيث تم تشخيص إصابتها بورم في المخ قبل نقلها إلى عيادة بوتكين في موسكو. في 22 مارس دخلت في غيبوبة وتوفيت بعد ساعتين من ورم في المخ.